# Party Rock
Party Rock è l'album di debutto del gruppo musicale LMFAO, pubblicato nel 2009 dalla Interscope Records.
L'uscita dell'album è anticipata dal singolo I'm in Miami Bitch, che sarà poi seguito da La La La, Shots e Yes.
L'album è composto da 4 singoli con l'aggiunta di 10 tracce + 2 tracce bonus da parte di iTunes e Amazon.

## Singoli
Dall'album sono stati pubblicati quattro singoli insieme ai relativi videoclip: I'm in Miami Bitch, La La La, Shots (con Lil Jon) e Yes

## Vendite
| Unità vendute         |
| --------------------- |
| - Stati Uniti 210.000 |

## Tracce
1. Rock the Beat – 0:54
2. I'm in Miami Bitch – 3:48
3. Get Crazy – 3:45
4. Lil' Hipster Girl – 3:21
5. La La La – 3:29
6. What Happens at the Party – 5:54
7. Leaving U 4 the Groove – 3:31
8. I Don't Wanna Be – 3:37
9. Shots (feat. Lil Jon) – 3:41
10. Bounce – 4:02
11. I Shake, I Move – 3:03
12. I Am Not a Whore – 3:15
13. Yes – 3:03
14. Scream My Name – 4:17

### Tracce bonus

#### iTunes[2]
- Get On Down

#### Amazon[3]
- A Song About Us